# 理察·布萊特
理查德·布莱特，又译理查德·布赖特（英語：Richard Bright，1789年9月28日—1858年12月16日）是一位英国医生，也是肾脏疾病研究的早期先驱。他以对肾炎“布莱特氏病”的描述而闻名。

## 研究
布莱特于1807-1813年就读于爱丁堡大学医学院。毕业后，他开始在蓋伊醫院工作，从事医学教学、实践和研究。在那里，他与另外两位著名的医学先驱托马斯·艾迪生和托马斯·霍奇金一起工作。他对肾脏疾病的原因和症状的研究使他确定了后来被称为布莱特氏病（Bright's Disease）的疾病。 为此，他被认为是“肾脏科之父”。 1821年布莱特被选为英国皇家学会院士.